# Golfo de Girolata
El golfo de Girolata es un golfo del mar Mediterráneo que se sitúa en Córcega, Francia. Es la réplica, en miniatura, del golfo de Porto, situado justo al lado. Está rodeado por enormes acantilados rojos de más de 300 metros, como los de la Punta Rosa, y cubierto de maquis. También el cabo que se encuentra en el extremo de la península de Osani se llama Girolata.
El golfo, junto con calanques de Piana, el golfo de Porto y la reserva de Scandola está integrado en el Patrimonio de la Humanidad de la Unesco desde el año 1983.
Paul Morand se refirió a este lugar diciendo: 

Donde el azul del cielo y el rojo vinoso de una muralla despedazada, cavada por el mar, se casan muy junto

. 
- Datos: Q1527084
- Multimedia: Girolata / Q1527084